# 拉温德·帕尔·辛格
拉温德·帕尔·辛格（英語：Ravinder Pal Singh，1960年9月6日—2021年5月8日），印度男子曲棍球运动员。曾获得1980年夏季奥运会男子曲棍球比赛金牌。他于2021年5月因2019冠状病毒病在勒克瑙去世。